# Oi Hockey Stadium
Het Oi Hockey Stadium (Japans: 大井ホッケー競技場, Ōi hokkē kyōgijō) is een Japans veldhockeystadion gebouwd ter gelegenheid van de Olympische Zomerspelen 2020 in Tokio. Het werd ingehuldigd op 17 augustus 2019. Het stadion bevindt zich in het Oi Futo Central Seaside Park in de wijk Shinagawa en heeft een capaciteit van 15.000 toeschouwers. 
Bij de aanleg van het speelveld werd aandacht gegeven aan duurzaamheid. Het kunstgras op het terrein is Poligras Tokyo GT, een product van de Sport Group die ook AstroTurf produceert. De mat bestaat voor zestig procent uit suikerriet, en heeft twee derde minder water nodig dan courant bij de bevochtiging van hockeyterreinen.

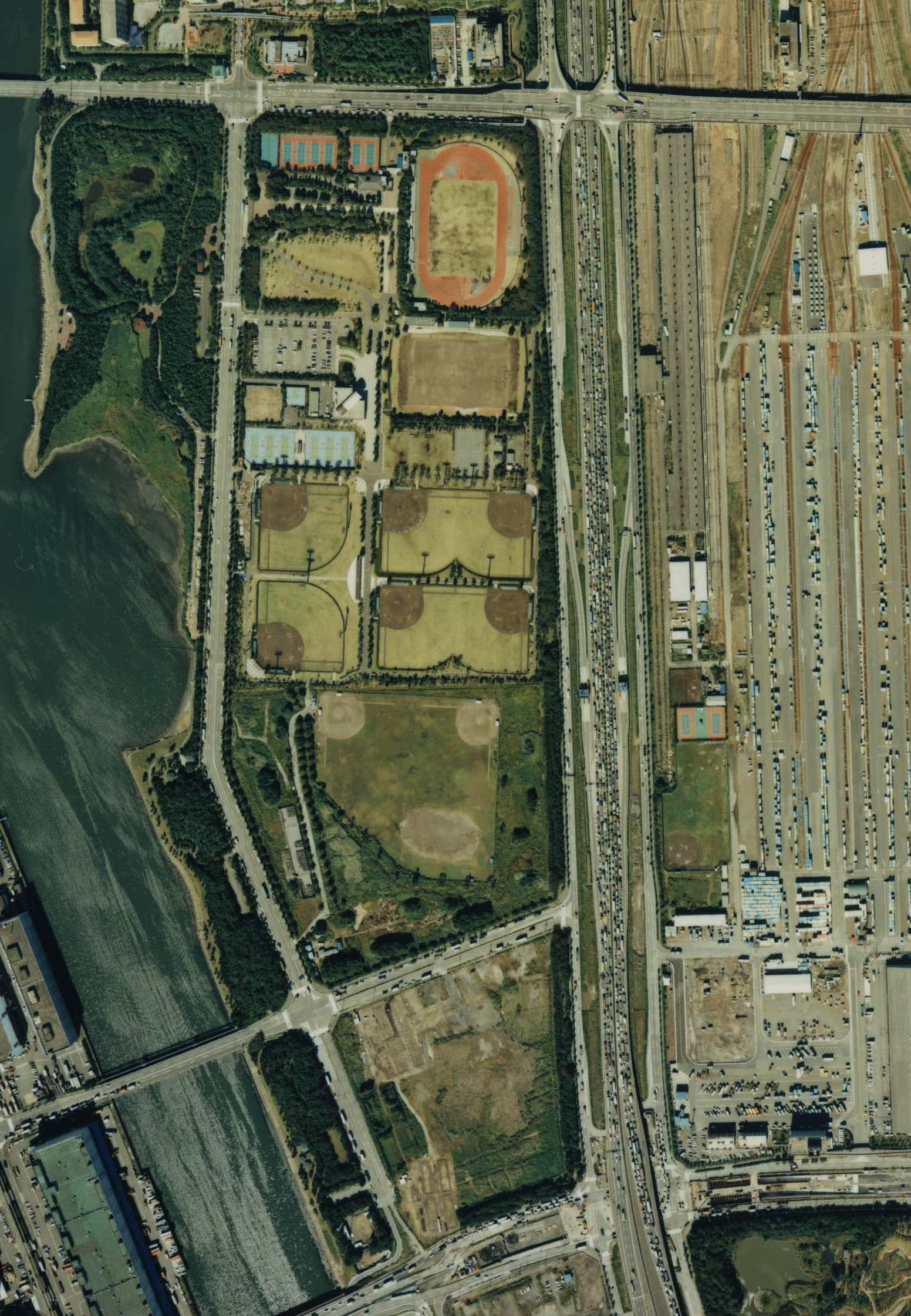
Luchtbeeld van het Oi Futo Central Seaside Park uit 1989. Het stadion is gebouwd in het park tussen de parking en de aangrenzend snelweg en achterliggend spoorwegrangeerterrein.